# 204 (tal)
204 är det naturliga talet som följer 203 och som följs av 205.

## Inom vetenskapen
- 204 Kallisto, en asteroid

## Inom matematiken
- 204 är ett jämnt tal.
- 204 är summan av två primtalstvillingar: 101 + 103.
- 204 är summan av sex primtal som kommer efter varandra: 23 + 29 + 31 + 37 + 41 + 43.
- 204 är ett nonagontal.
- 204 är ett Praktiskt tal.